# 東京六大学学園祭連盟
東京六大学学園祭連盟（とうきょうろくだいがくがくえんさいれんめい）(英称:Festival Project of the 6 universities、通称FP6)は、東京六大学野球連盟に加盟する特定の6校の大学（東京六大学）の学園祭運営学生らで構成された組織である。基本的には各校の学園祭実行委員会が所属する。

## 構成大学
以下、五十音順
- 慶應義塾大学
- 東京大学
- 法政大学
- 明治大学
- 立教大学
- 早稲田大学

## 概略
東京六大学の学園祭における相互協力と発展のために、2006年度から連盟を組み活動をしている。その名の通り、東京六大学の学園祭実行委員らが所属し、六大学合同のプロジェクトなどを実施している。
毎月数回の会議と打ち合わせを中心としており、各校の学生間の交流を図る。その他、六大学合同ゴミ拾いボランティアなどの地域貢献や、合同宣伝チラシの作成など学園祭の周知徹底も図っている。
連盟形成の根本となっている六大学OB・OG、大学関係者、大学周辺地域住民からも支援を集めており、これらの協力の下、運営されている。

## 理念
「文化的活動の東京六大学」の発信
- 以上を根本となる理念とし、「東京六大学 学園祭の発展」「学生間の地域・文化的交流」「学園祭と環境問題関係」「六大学間の相互協力と宣伝」を軸とする。

## 略史
各大学のページや、学園祭公式ホームページなども参照。
- 2006年 設立

## 加盟学園祭
六大学では各大学内でも複数の学園祭が存在するが、当連盟に加盟する学園祭は以下の通りである。カッコ内は開催されるキャンパス名。
慶應義塾大
「三田祭」（三田キャンパス）
東京大
「駒場祭」（駒場キャンパス）
法政大
「自主法政祭」（市ヶ谷キャンパス）
明治大
「明大祭」（和泉キャンパス）
立教大
「St.Paul's Festival」（池袋キャンパス）
早稲田大
「早稲田祭」（早稲田キャンパス、戸山キャンパスほか）

## 実績
連盟全体としての実績を記載する。
- 六大学合同ゴミ拾いボランティア (2008年度は渋谷)
- 六大学学園祭宣伝ポスター
- 六大学学園祭宣伝チラシの配布 (主に神宮球場など)
- 六大学学園祭クラッチバッグの作成